# Pandora's Promise
Pandora's Promise è un documentario del 2013 diretto da Robert Stone. 
Documentario sull'energia nucleare, il cui titolo deriva dall'antico mito di Pandora che, scoperchiando il noto vaso, ha liberato i numerosi mali del mondo eppure, come ricorda la locandina: "Nel fondo del vaso di Pandora, lei trovò la speranza".

## Trama
L'argomento centrale è come l'energia nucleare, storicamente osteggiata da molti gruppi ambientalisti, sia in realtà una fonte energetica relativamente sicura e pulita che può aiutare a combattere il serio problema del riscaldamento globale.

## Distribuzione
Mostrato in anteprima a gennaio 2013 al Sundance Film Festival. Vinse nel 2013 lo Sheffield Doc/Fest Green Award per il miglior documentario riguardante i problemi ambientali.
Nell'aprile 2013 è stato annunciato che CNN Films ha ottenuto i diritti televisivi per Pandora's Promise che sarà mostrato sulla CNN negli Stati Uniti nel mese di Novembre 2013. Una uscita su iTunes è prevista a Dicembre 2013.

## Accoglienza
La critica ha avuto reazioni discordanti, se non addirittura polarizzate da pregiudizi personali.
Michael Moore ha discusso del film col regista Robert Stone davanti al pubblico del Traverse City Film Festival nel Luglio 2013.
Friends of the Earth Australia (fra gli altri gruppi) ha denunciato il film come "propaganda".

### Incassi
$ 66,680

## Riconoscimenti
- 2013 - Sheffield Green Award